# 見晴台遺跡

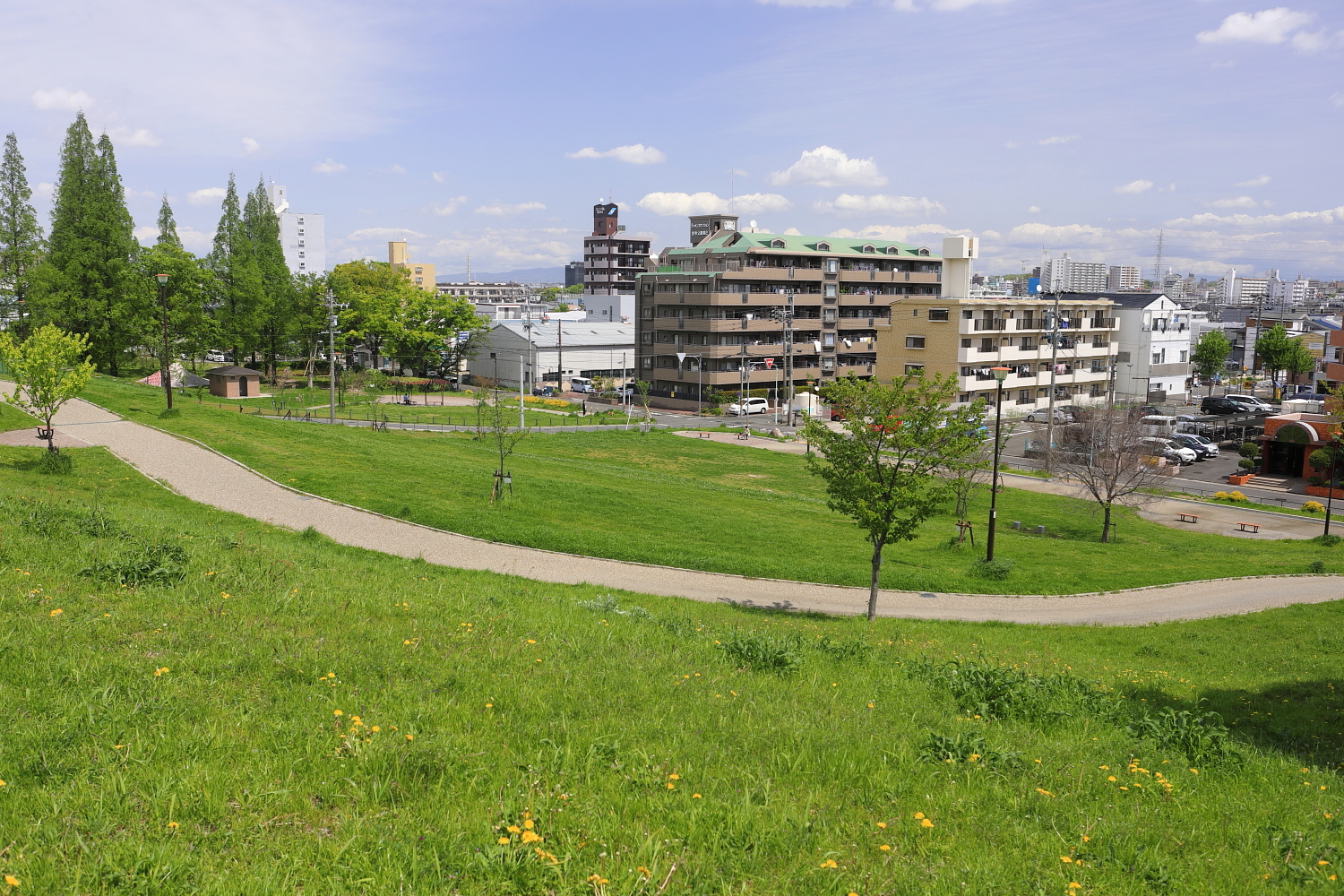
見晴台遺跡を擁する笠寺公園
（2021年（令和3年）4月）

見晴台遺跡（みはらしだいいせき）は、愛知県名古屋市南区の笠寺公園に所在する旧石器時代から室町時代にかけての複合遺跡。

## 概要
笠寺台地の東縁（標高10〜15メートル）に位置している。最古で約2万年前の旧石器時代の石器が出土しているほか、縄文時代の縄文土器片なども出土しているが、1940年（昭和16年）に銅鐸を模した弥生時代の「銅鐸形土製品」と呼ばれる土製品が出土したことからその名を知られるようになった。これは1937年（昭和12年）に名古屋市西区の西志賀貝塚に次いで日本で2例目として学会に報告された。隣接する桜田貝塚では1917年（大正6年）から翌年にかけて弥生時代の魚形土器が見つかっていたため、当時からこの地域の遺跡については考古学者の注目を集めていたという。
戦後、公園整備計画が持ち上がり、それに伴い1964年（昭和39年）に調査が行われた結果、弥生時代に作られた東西約120メートル、南北約200メートル、幅・深さとも約4メートルの環濠集落跡が検出された。この集落自体は200年ほど続いたと考えられているが、朝日遺跡など名古屋市周辺の複数の環濠集落で環濠が埋められていくのに時期を合わせるように見晴台でも環濠が埋められており、この地域での勢力の統一が行われたことを示唆する説がある。
見晴台からは現在までに200軒以上の竪穴建物跡が重なりあった形で検出されているが、古墳時代の遺構はほとんど検出されていない。平安時代以降には集落が存在したほか笠寺観音の寺領となった時期などもあり、平安時代から室町時代にかけての陶器などが出土している。近代になってからは太平洋戦争時に高射砲6基が設置され、その内2基分の土台などが残されている。

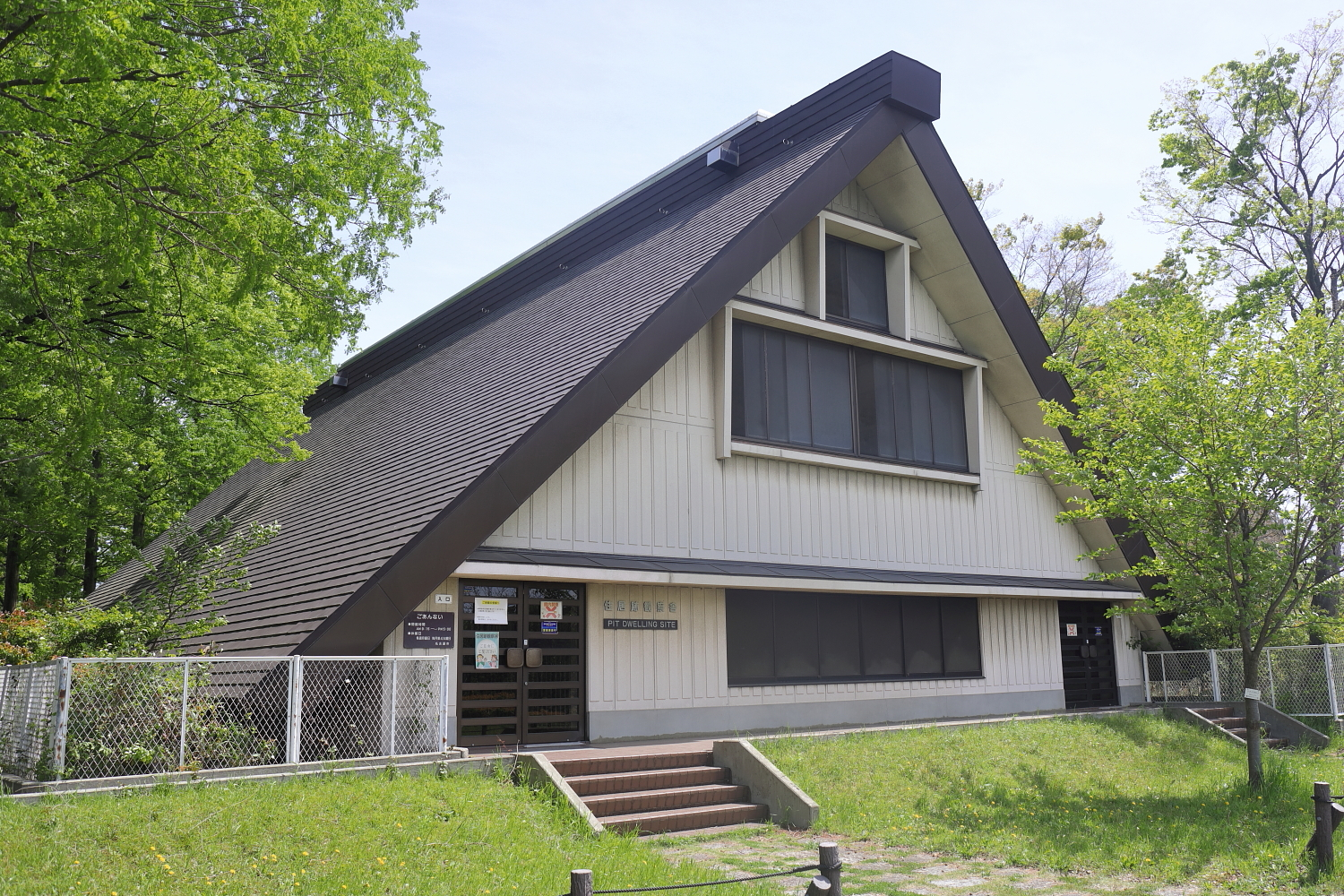
住居跡観察舎 （2021年（令和3年）4月）
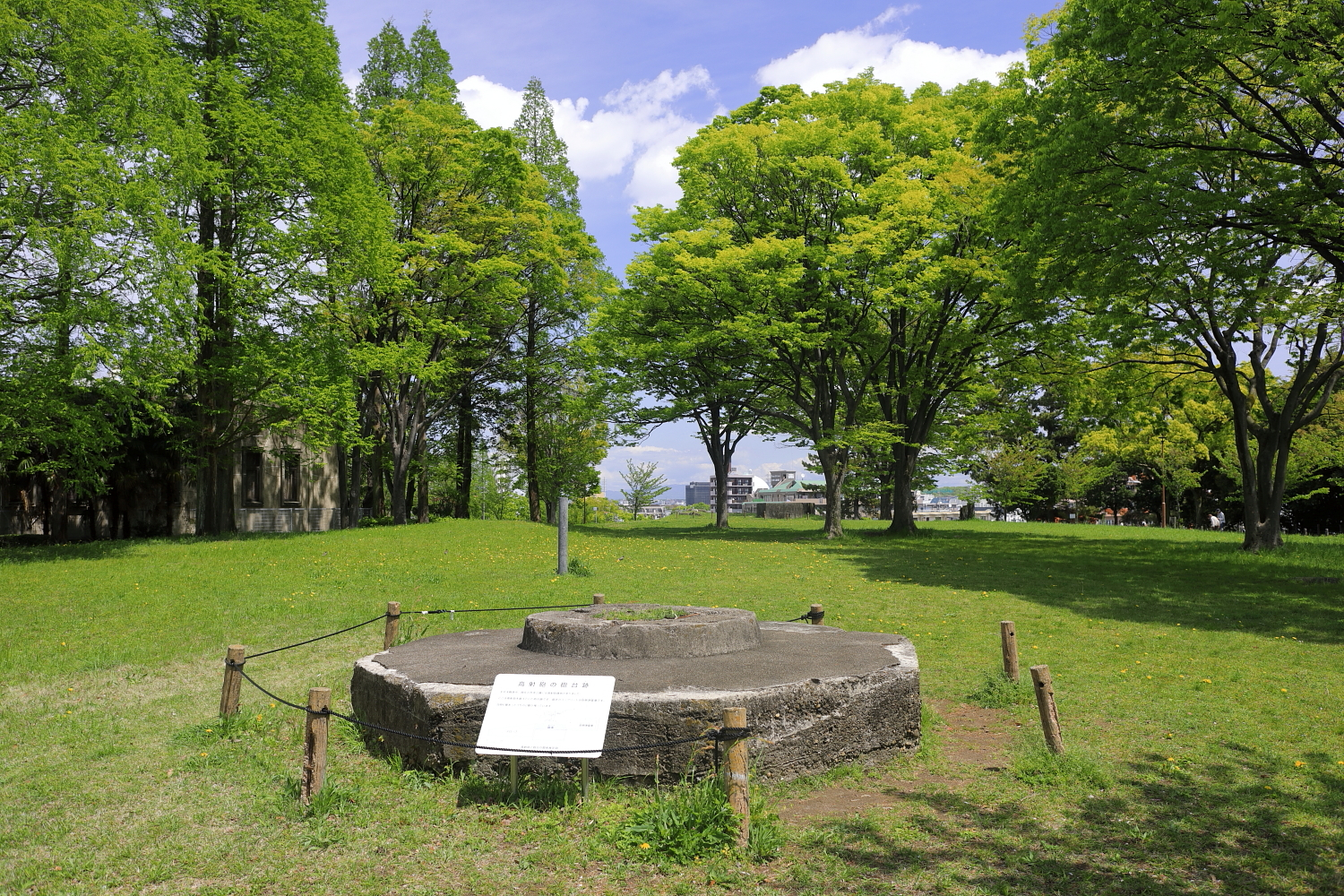
高射砲砲座跡 （2021年（令和3年）4月）
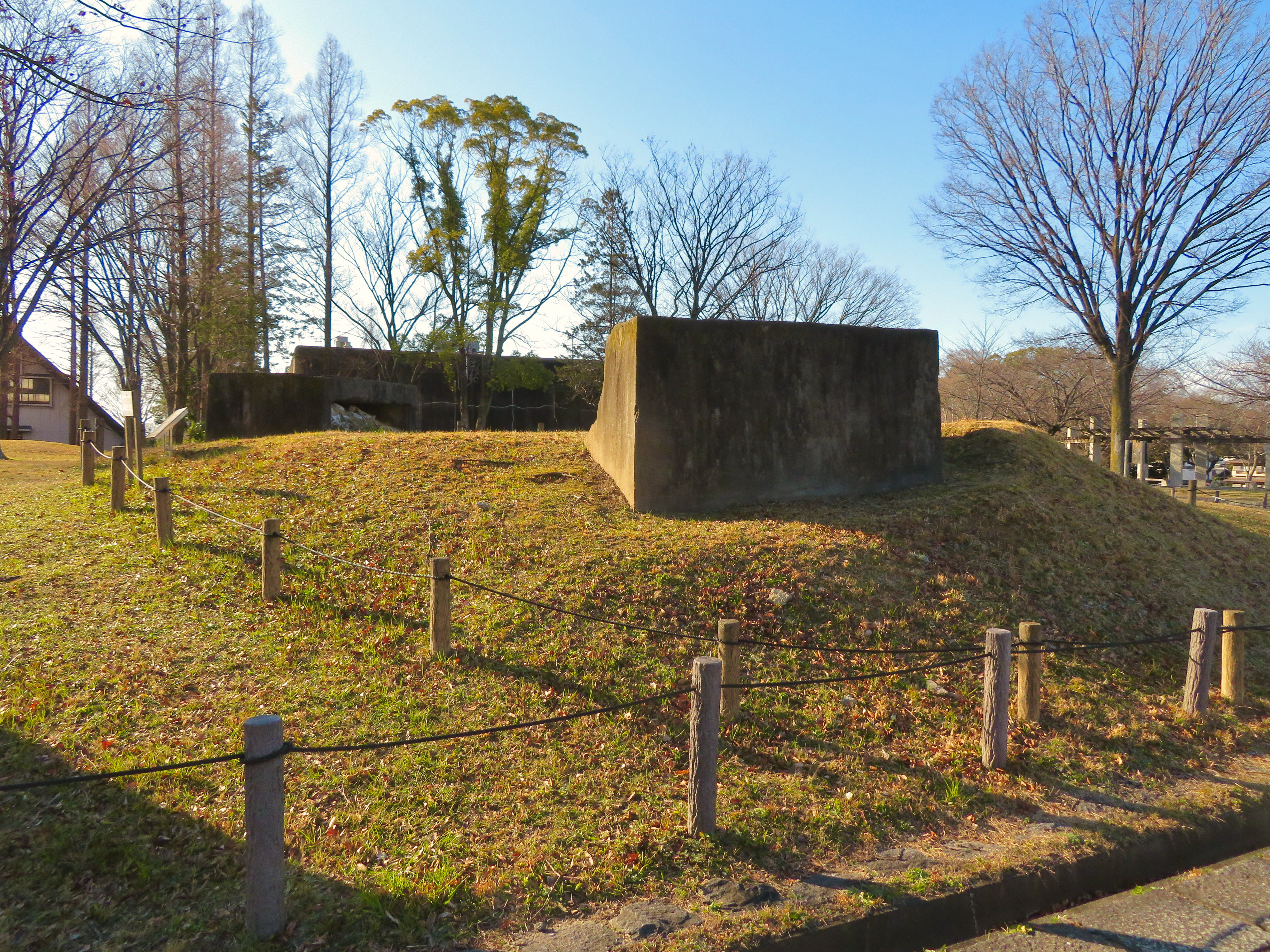
砲側弾薬庫跡 （2020年（令和2年）2月）

## 名古屋市見晴台考古資料館
見晴台考古資料館は、見晴台遺跡に関する資料収集・調査研究・展示を行う遺跡博物館として設置された。建設にあたっての事前調査で次々と遺跡が見出されたために建設予定地を何度も変更することとなったが、最終的に1979年（昭和54年）に開館。現在では市内の埋蔵文化財の発掘調査なども行っている。
学芸員の服部哲也は考古学落語を創作し、桂九雀が演じている。演目は「縄文さん」「埴輪盗人」の二題。　

### 展示室
見晴台を含めた市内の遺跡からの出土品などを展示している。

### 住居跡観察舎
竪穴建物（住居）跡のレプリカが展示されており、1軒は建物が復元されている。

### 市民発掘
調査団を組んで行われた第1次から第18次まで（第17次除く）以降、毎年夏に公募による市民発掘（第35次除く）が行われており、2009年度で49回を数える。
8月に催される市民見学会においては発掘に参加した市民自身による説明が、9月には調査報告会が開催されるほか、毎月1回（第4週の土曜あるいは日曜）には「月並みはらしの日」として出土品の整理作業が行なわれるなど、市民参加型の活動が継続されている。
2006年（平成18年）の第46次発掘調査においては、B区から戦時中打ち落とされたB-29型爆撃機の垂直尾翼と見られる金属塊（ジュラルミン）が見つかった。
2008年（平成20年）の第48次発掘調査は、隣接する桜田貝塚遺跡の発掘調査も平行して（見晴台遺跡がA区、桜田貝塚遺跡がB区）行われた。

## 笠寺高射砲陣地
上述のごとく見晴台遺跡には、昭和17年（1942年）に高射砲陣地が構築され、一個中隊が配備された。八八式七糎野戦高射砲6門が、陣地南側に25メートル間隔で弧を描くように設置された。1944年（昭和19年）には高射砲大隊本部もここに置かれた。
戦後の発掘で、兵舎・通信事務所・通信ケーブル溝などの跡が見つかっているほか、さまざまな部品・工具・日用品などに加えて、装填訓練のために使用された木製の砲弾や前述の金属塊、観測用機器の部品、土中に埋没した砲座基底部なども発見され、2基の砲座跡と砲側弾薬庫が公園内に保存されている。

## アクセス
- 名古屋市営地下鉄桜通線 - 鶴里駅2番出口から南西へ徒歩で約15分。
- 名鉄名古屋本線 - 本笠寺駅から徒歩で約10分。
- 名古屋市営バス - 「笠寺西門」バス停から徒歩で約7分。
- 名古屋市営バス - 「弥生町」バス停から徒歩で約7分。